# Jorge Mário Sedlacek
Jorge Mário Sedlacek (Teresópolis, 9 de outubro de 1954) é um médico e político brasileiro, prefeito de Teresópolis por um mandato, entre 2009 e 2011, pelo Partido dos Trabalhadores (PT).

## Biografia

O 46º prefeito de Teresópolis, Jorge Mário Sedlacek, no desfile cívico em comemoração ao aniversário do município, ocorrido em 6 de julho de 2011.

Jorge Mário Sedlacek nasceu no município brasileiro de Teresópolis, interior do estado do Rio de Janeiro. É médico, casado com Cláudia Sedlacek, com quem tem quatro filhos. Em 2008, Jorge Mário foi eleito prefeito de sua cidade natal com cerca de 41 mil votos válidos, tornando-se o prefeito com maior número de votos na história do município. No entanto, após a tragédia das chuvas, em janeiro de 2011, Jorge foi acusado de corrupção com o dinheiro destinado a reconstrução das áreas atingidas. Em 2 de agosto de 2011, a Câmara de Vereadores aprovou, por unanimidade, projeto de lei que afastou o prefeito por 90 dias. A principal acusação era de desvio dos recursos federais destinados ao município. De acordo com um relatório da Controladoria Geral da União, publicado pelo jornal O Globo, a RW Construtora embolsou 873 mil reais, dos 4,5 milhões de reais contratados para os serviços. Em 11 de novembro do mesmo ano, ele foi cassado por unanimidade pela Câmara. O vice-prefeito Roberto Pinto chegou a assumir, mas morreu de infarto apenas dois dias após sua posse. O presidente da Câmara Municipal, Arlei de Oliveira Rosa (PMDB) assumiu o cargo interinamente, com o dever de liderar a reconstrução da cidade.
Após a saída de Jorge da prefeitura, Teresópolis iniciou uma crise política e econômica, que gerou instabilidade. Em 6 de dezembro de 2011, os juízes do Tribunal Regional Eleitoral do Estado do Rio de Janeiro (TRE-RJ) aprovaram, em sessão ordinária, uma eleição suplementar para o município. Os eleitores do município iriam voltar às urnas no dia 5 de fevereiro de 2012 para a escolha de prefeito e vice-prefeito, algo que não ocorreu.